# Bruno Mey
Bruno Mey (* 2. Mai 1932; † 30. April 2003) war ein deutscher Diplomat. Er war Botschafter der DDR in Sri Lanka, den Malediven und Uganda. 

## Leben
Nach dem Besuch der Oberschule mit Abitur erlernte er den Beruf des Stellmachers. Er begann an der DASR ein Studium der Staatswissenschaften, das er 1956 als Diplomstaatswissenschaftler abschloss. Anschließend nahm er eine Tätigkeit im Ministerium für Auswärtige Angelegenheiten (MfAA) der DDR auf und wurde Leiter des Büros für ausländische Korrespondenten. Von 1959 bis 1963 war er Vizekonsul im Generalkonsulat der DDR in Rangun und 1963/64 stellvertretender Sektorenleiter in der Abteilung Auslandsinformation des MfAA. Von 1964 bis 1967 folgte die Funktion des Leiters der Presseabteilung der Handelsvertretung der DDR in Indien. In den folgenden Jahren arbeitete Mey erneut in der Abteilung Auslandsinformation des MfAA, diesmal als Sektorenleiter und 1969/70 als wissenschaftlicher Mitarbeiter. Von 1970 bis 1973 war er Konsul und Generalkonsul der DDR in Kalkutta und von 1973 bis 1975 Botschaftsrat in Bangladesch. Von 1975 bis 1977 übte Mey erneut eine Funktion im MfAA aus.   
Vom 7. November 1977 bis September 1981 fungierte er als Botschafter der DDR in Sri Lanka und zusätzlich vom 24. Januar 1978 bis September 1981 in der Republik der Malediven (Nachfolger von Kraft Bumbel). Von 1981 bis 1985 war er Sektorenleiter in der Abteilung Südostasien des MfAA. Vom 11. Oktober 1985 bis Juli 1989 war er Botschafter in Uganda (Nachfolger des Geschäftsträgers Christian Kleinhempel) und zuletzt Mitarbeiter der Abteilung Afrika des MfAA.
Mey war Mitglied der SED. Er war verheiratet und Vater zweier Kinder. Mey starb zwei Tage vor seinem 71. Geburtstag und wurde auf dem Luther-Kirchhof in Berlin beigesetzt.

## Auszeichnungen
- 1988 Orden Banner der Arbeit Stufe II